# 新加坡人
新加坡人是城邦國家新加坡的公民 ，新加坡為多元種族、多元文化、多語言的國家，種族包括華裔、馬來裔、印度裔和其他較小的族裔社群。新加坡的國族建構基於公民民族主義。
1819年，斯坦福·莱佛士在新加坡島建立了自由港新加坡港。在19世紀，新加坡已是各民族聚集的城邦。
目前，新加坡人口為4,026,200人，海外新加坡人人口為340,751，其中217,200人保留了公民身份。
根據政策研究所（新加坡） 2017年的一項調查，49%的新加坡人对自己的新加坡人身份和种族身份有相同的认同，而35%會首先認同自己是“新加坡人”，14.2% 會先認同他們的族裔身份。新加坡官方近年來的國族建構特別強調「落地生根」、強調新加坡的本土性。

## 概況

### 原居民
新加坡島上最早的定居記錄可以追溯到公元2世紀，新加坡被確定為貿易港口，是連接東南亞、印度和地中海貿易中心的一部分。最早在新加坡的族群為屬於馬來族群的羅越人，在三佛齊王國時期。之後新加坡島經歷朱羅王朝、新加坡王國和柔佛蘇丹王朝。居民大致上都是馬來族群，也有少數華人。

### 近代新加坡
今天的大多數新加坡人都是移民的後代，在1819年新加坡被萊佛士成立為英國貿易港口後移居至新加坡的。 布吉人、爪哇人、土生華人、印度人和哈德拉米阿拉伯人的商人聚集在新加坡島，再新加坡成為自由港後。在新加坡成立自由港六個月後，新加坡人口增至五千人；到1825年，人口已經超過一萬人。
在新加坡獲得英國的自治後，新加坡公民身份即獲得批准，根據1957年新加坡公民條例，新加坡居民或居住兩年的馬來亞聯邦的所有居民均可獲得公民身份，和其他已經居住了十年的人。至今，新加坡公民身份是通過出生，血統或登記授予的。

## 種族族裔
新加坡是一個多元種族的國家。華裔（包含土生華人）佔新加坡人口的74.1％，馬來人佔13.4％，印度人佔9.2％，其他族裔居民佔常住人口（包括持久居留人口）在內的3.3％。 為了避免多種族社會中出現物理上的種族隔離和民族聚居區的形成，新加坡政府於1989年實施了“民族融合政策”（EIP）， 種族和諧日為紀念1964年新加坡種族騷亂期間遭遇的種族不和諧的後果。
新加坡的其他少數族裔包括阿拉伯人，亞美尼亞人，仄迪人，歐亞人，斯里蘭卡人，菲律賓人，日本人，韓國人，尼泊爾人和巴基斯坦人。

## 文化
新加坡文化融合了亞洲和歐洲文化，並受到馬來人，印度人，華人和西方文化的影響。並反映在不同的民族聚居區建築風格和語言上，如小印度，牛車水及甘榜格南建築和新加坡式英語；新加坡式英語融合英語，馬來語，福建話，潮州話，廣東話和淡米爾語，被新加坡人用於非正式的場合。
新加坡主要節日包括由不同種族和宗教慶祝的節日，包括華人新年，開齋節，屠妖節，衛塞節，聖誕節，耶穌受難日和新曆新年等，這些節日都被新加坡訂定為公眾假期。

### 宗教
新加坡是世界上最宗教多元的多民族國家，新加坡人因各種不同的民族和文化組合而有各種宗教习俗。根据新加坡2020年人口普查，新加坡有31.1％的人信奉佛教，18.9%的人信奉基督教，15.6%的人信奉伊斯兰教，5％的人信奉印度教，8.8%的人信奉道教，0.6%的人信奉其他宗教，剩余的20%没有宗教信仰。

### 語言
新加坡有四種官方語言——英語，馬來語，華語和淡米爾語。 馬來語是新加坡的國語，也是新加坡馬來族群（佔新加坡人口13％）的母語。 
儘管大部分新加坡人不會說馬來語，但馬來語被用於新加坡的國歌，也被用於引用在新加坡榮譽制度以及軍事演習指揮。 新加坡英語是新加坡人主要使用的語言。除了母語課以外，它是新加坡學校所有學科的主要教學語言，也是行政管理的共同語言，並被提升為國際商業的重要語言。 英語是新加坡事實上的通用語言。

## 筆記
1. ↑  這個數字不包括新加坡的永久居民，而文章中的統計數據包括永久居民。[1]
2. ↑  這個數字包括新加坡公民和放棄公民身份的新加坡血統的人，保留公民身份的海外新加坡人的統計數據為 217,200。[1]